# لوكاس غونزاليس
لوكاس غونزاليس هو لاعب كرة قدم أرجنتيني في مركز central midfielder ‏، ولد في 3 يونيو 2000 في مدينة سان سلفادور دي خوخوي في الأرجنتين.

## وصلات خارجية
- لوكاس غونزاليس على موقع قاعدة بيانات كرة القدم.إي يو (الإنجليزية)
- لوكاس غونزاليس على موقع Soccerway.com (الإنجليزية)